# Morti nel 1461
| Questa pagina contiene informazioni ricavate automaticamente dalle voci biografiche con l'ausilio del template Bio e di un bot. L'aggiornamento è periodico e automatico e ricostruisce completamente la pagina. Se manca una persona in questa lista, sei pregato di non aggiungerla, ma accertati piuttosto che la sua voce biografica contenga il template Bio e che i dati anagrafici siano correttamente compilati. Se il template Bio manca, inseriscilo tu stesso o, in alternativa, metti l'avviso {{tmp\|Bio}} che ne segnala la mancanza. Se i dati riportati sono sbagliati, correggi direttamente la voce biografica; le modifiche saranno visibili in questa lista entro pochi giorni. Per chiarimenti vedi il progetto biografie. La lista contiene solo le 34 persone che sono citate nell'enciclopedia e per le quali è stato implementato correttamente il template Bio. Pagina aggiornata al 10 feb 2025. |

- 2 febbraio - Owen Tudor, militare gallese
- 4 febbraio - Giovanni Chellini, medico e mecenate italiano
- 17 febbraio - John Grey di Groby, cavaliere medievale inglese (n. 1432)
- 18 febbraio - William Bonville, I barone Bonville, nobile e militare britannico
- 20 marzo - Bertrando V de La Tour, nobile francese
- 29 marzo - Henry Percy, III conte di Northumberland, nobile britannico (n. 1421)
- 8 aprile - Georg von Peuerbach, astronomo e matematico austriaco (n. 1423)
- 1º maggio - James Butler, V conte di Ormond, nobile irlandese (n. 1420)
- 15 maggio - Domenico Veneziano, pittore italiano
- 10 luglio - Tommaso di Bosnia, bosniaco
- 13 luglio - Giovanni Rocco de' Porzi, religioso italiano (n. 1389)
- 22 luglio - Carlo VII di Francia, sovrano (n. 1403)
- 17 agosto - Jacques de Milly, francese
- 12 settembre - Gerardo di Cleves-Mark, conte
- 21 settembre - Sofia Alšėniškė, sovrana lituana (n. 1405)
- 23 settembre - Carlo di Viana, sovrano (n. 1421)
- 7 ottobre - Jean Poton de Xaintrailles, generale francese
- 11 ottobre - Giorgio Fieschi, cardinale e arcivescovo cattolico italiano
- 23 ottobre - Angelo Gambiglioni, giurista italiano
- 6 novembre - John de Mowbray, III duca di Norfolk, nobile e militare britannico (n. 1415)
- 13 novembre - Carlo da Forlì, arcivescovo cattolico italiano
- 15 dicembre - Alfonso I di Braganza, nobile portoghese (n. 1377)
- 26 dicembre - Giuliano Ricci, arcivescovo cattolico italiano (n. 1389)
- Antonio da Stroncone, francescano italiano
- Jaime Baço, pittore spagnolo
- Simone Biondo, arcivescovo cattolico e teologo italiano
- Orlando Bonarli, arcivescovo cattolico italiano
- Giona di Mosca, religioso e santo russo
- Giorgio di Saluzzo, vescovo cattolico svizzero
- Martin le Franc, poeta francese
- Giorgio Lodron, condottiero italiano (n. 1400)
- Cesare I Martinengo, condottiero italiano
- Lucia Terzani, italiana (n. 1380)
- Antoniotto Usodimare, nobile, navigatore e esploratore italiano (n. 1416)